# Otto IV. (Bayern)
Otto IV. (* 3. Januar 1307; † 14. Dezember 1334 in München) war von 1310 bis 1334 Herzog von Niederbayern.

## Leben
Otto war ein Sohn Stephans I. Er regierte zusammen mit seinem Bruder Heinrich XIV. (II.) und seinem Vetter Heinrich XV. (III.) das Teilherzogtum Niederbayern. 1330 heiratete er Richarda von Jülich. 1322 führte er Krieg gegen die beiden anderen Herzöge von Niederbayern zwischen denen es häufig zu Spannungen kam.
Als dann schließlich 1331 das Herrschaftsgebiet zwischen den Regenten aufgeteilt wurde, erhielt Otto das Bayern-Burghausen genannte Teilherzogtum, das neben Burghausen auch Ötting, Traunstein, Hall und das Salzburger Land umfasste. Er residierte in Burghausen. Da er seinen Bruder Heinrich hasste, vermachte er seinen Besitz Kaiser Ludwig dem Bayern. Als er dann 1334 starb, eignete sich aber Heinrich XIV. Bayern-Burghausen an, ohne dass Ludwig IV. etwas dagegen unternahm. Nach dem frühen Tod Johanns I., des Sohns Heinrichs XIV., im Alter von elf Jahren fiel jedoch dann das gesamte Niederbayern 1340 doch noch an Ludwig IV., während sich das Erzbistum Salzburg zu Ludwigs Zeiten zu einem eigenen Territorialstaat entwickelte.